# Gitarrensaite

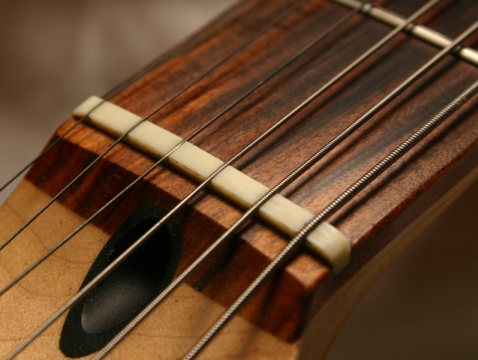
Gitarrenhals mit, über den Sattel laufenden, Stahl-Saiten

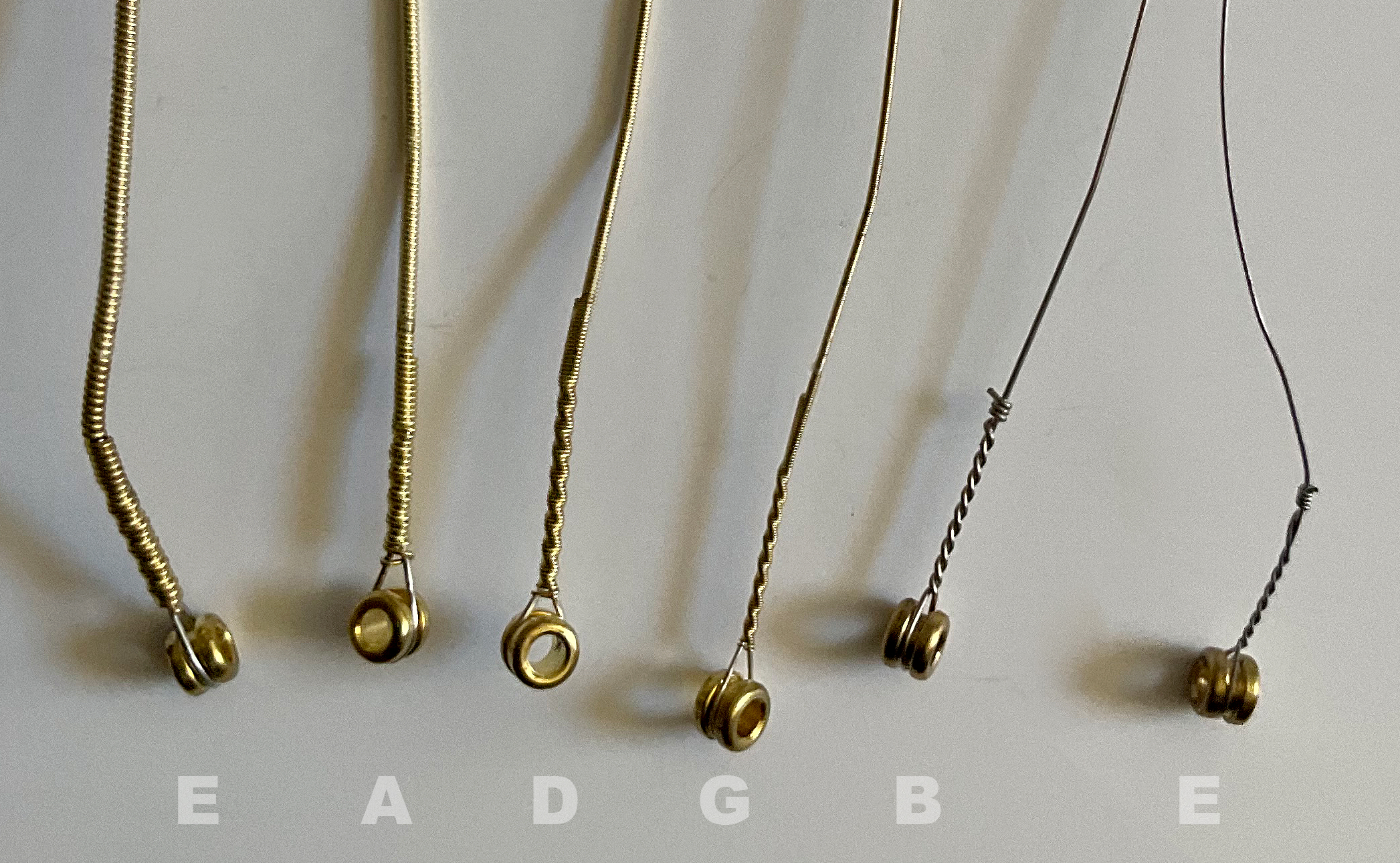
Unterschiedliche Stärke und Wickelung der Saiten einer Westerngitarre. Die Metallhülsen (sog. „Ball-Ends“) am Ende dienen zur Befestigung am Steg

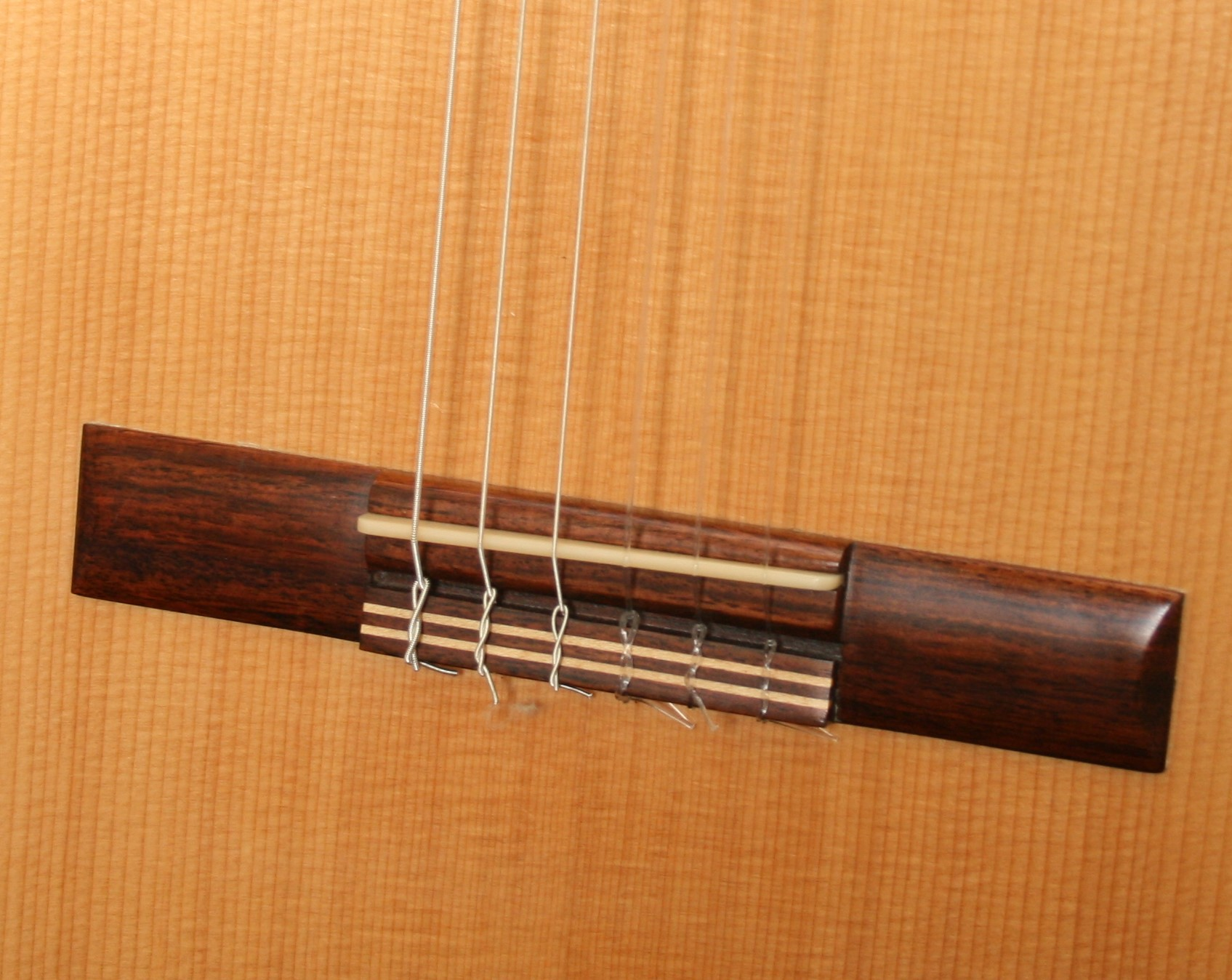
Traditionelle Verknotung der (Nylon-)Saiten bei einer klassischen Konzertgitarre

Eine Gitarrensaite ist eine für das Instrument Gitarre bestimmte Saite.

## Allgemeines
Je nach Materialien unterscheidet man
- Darmsaiten (aus Naturdarm)
- Seidensaiten (aus Seide)
- Nylonsaiten (aus Polyamid)
- Carbonsaiten (aus PVDF)
- Stahlsaiten
- Seilsaiten (mit Nylon umsponnene Stahlsaiten)[1]

Die meisten Gitarren haben 6 oder 12 Saiten. Die Tonhöhe einer Saite hängt von ihrer Masse und ihrer Spannung ab. Bei gleicher Länge ist der Ton umso höher, je kleiner die schwingende Masse und je größer die Spannung ist (außer bei Flageoletttönen). Deshalb werden für die tiefen Töne größere Saitenstärken verwendet als für die hohen Töne.
Die dickeren Saiten besitzen einen flexiblen Kern (Seele), der mit veredelten Drähten umwickelt ist. Dadurch wird die gewünschte Dicke und Flexibilität erreicht. Normalerweise sind die Bass-Saiten (E, A, D) der Gitarre umwickelt, bei Westerngitarren zuweilen auch die g-Saite. Eine solche Umwicklung gibt es sowohl bei Nylon- und Carbonsaiten als auch bei Stahlsaiten. Die dünneren Diskant-Saiten sind – mit gelegentlicher Ausnahme der g-Saite – nicht umwickelt.
Die Lebensdauer der Gitarrensaiten wird durch Luftfeuchtigkeit, Schweiß und Fett der Haut sowie der Krafteinwirkung beim Spielen begrenzt. Je nach Nutzung verlieren sie nach einigen Tagen, Wochen oder Monaten ihre anfänglichen Klangeigenschaften. Manche Saitenhersteller versuchen mit Beschichtungen gegen Oxidation und speziellen Materialien die Lebensdauer zu verlängern.

## Akustische Gitarre
Bei der Konzertgitarre und bei der Flamenco-Gitarre finden Darm-, Nylon- und Carbonsaiten, sehr selten auch Seiden- und Seilsaiten Verwendung.
Darmsaiten bestehen aus gereinigtem, getrocknetem und gedrehtem Tierdarm und wurden inzwischen weitgehend von Saiten aus künstlichem Material abgelöst.
Umsponnene Saiten werden wohl erstmals zu Beginn des 17. Jahrhunderts (1619 von Michael Praetorius) erwähnt.
Um 1938 entwickelte das US-amerikanische Chemieunternehmen DuPont erste Polyamidsaiten (Nylonsaiten), um die bis dahin für die Konzertgitarre ausschließlich verfügbaren Darmsaiten zu ersetzen. Der Durchbruch für das Kunstmaterial kam aber erst 1946 bei einem Besuch des Gitarristen Andrés Segovia in New York: Wegen der Lieferengpässe infolge des Weltkrieges suchte Segovia dringend Ersatzsaiten und veranlasste den dänischstämmigen Gitarrenbauer Albert Augustine (1900–1967), Nylonsaiten zu liefern.
Heute werden zunehmend auch sogenannte Carbonsaiten aus einem Kompositmaterial unter Verwendung von Polyvinylidenfluorid (PVDF) verwendet. Carbonsaiten sind in der Regel dünner als Nylonsaiten gleichen Spannungsgrades. Der Spannungsgrad, von den Herstellern häufig als Tension angegeben, unterscheidet sich in normale, hohe (hard oder extra hard) und niedrige (soft oder extra soft) Spannung. Je höher der Spannungsgrad, desto klarer und lauter der Ton, aber desto schwieriger die Spielbarkeit der Saiten. Einige Spieltechniken der linken Hand sind auf den dünneren Carbonsaiten mit hoher Spannung schwieriger oder nur eingeschränkt realisierbar: Hierzu zählt das Vibrato, aber auch die Abzugsbindung. Carbonsaiten sprechen schlechter auf Vibrato an (insbesondere auf der e- und der h-Saite) und den Abzugsbindungen fehlt es klanglich an Volumen im Vergleich zu den dickeren Nylonsaiten.
Stahlsaiten  werden bei der Westerngitarre eingesetzt. Der Klang der Stahlsaite ist, im Vergleich zu Nylonsaiten, heller  und lauter. Die bei manchen Gitarren unter den Saiten im Korpus montierten elektromagnetischen Tonabnehmer funktionieren nur mit Stahlsaiten.

## Elektrische Gitarre

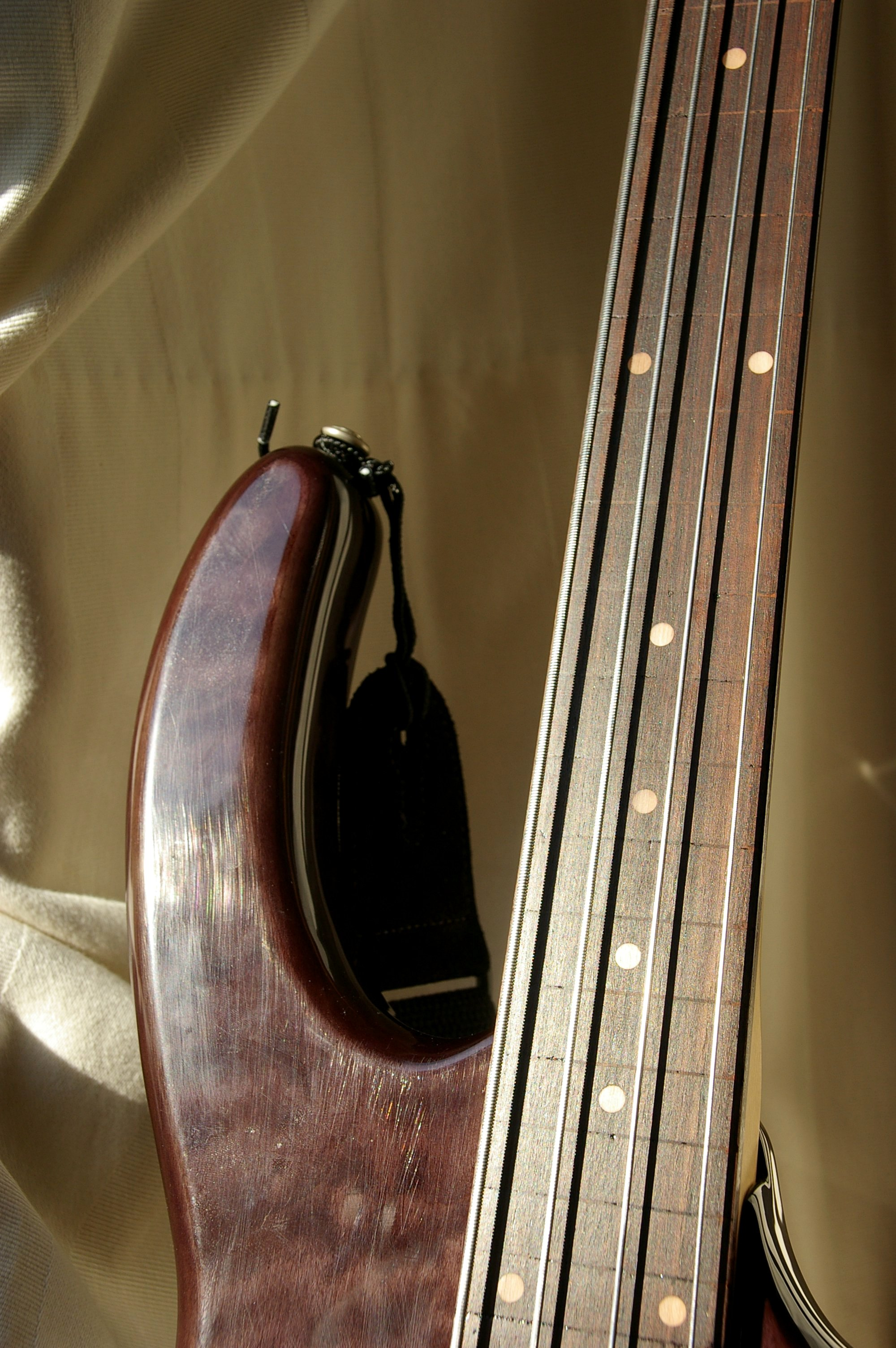
Die vier Saiten eines E-Bass

E-Gitarren benötigen wegen der elektromagnetischen Tonabnehmer immer Saiten mit elektromagnetischen Eigenschaften. Üblicherweise sind dies Metallsaiten, die aus Stahldraht (1. bis 3., oder, falls vorhanden, 4. Saite) oder aus einem Stahldrahtkern bestehen, der mit Metalldrähten umwickelt ist (4. bis 6., bei Saitensätzen höherer Stärke auch 3. Saite). Es gibt auch Kunststoffsaiten meist aus Nylon, denen durch einen Metallkern oder durch die Umwicklung mit Metalldraht elektromagnetische Eigenschaften verliehen werden.
Der Kern war ursprünglich rund ausgeführt. In den achtzigern und neunziger Jahren ging man dazu über, den Kern vermehrt hexagonal, also sechseckig auszuführen. Diese Konstruktionsweise hat eine höhere Stabilität der Saite zur Folge, da sich der umsponnene Draht an den Kanten des Kerns leicht einkerbt, und so die Umspinnung gegen verrutschen sichert. Ein weiterer Vorteil besteht darin, dass sich diese „Hexacore“-Saiten einfacher und schneller maschinell, und damit preiswerter, herstellen lassen. Da die Umspinnung auf einem sechseckigen Kern dichter anliegt, als dies bei einem runden Kern der Fall ist, verringert sich der Luftanteil in der Saite. Dies hat einen etwas anderen Klang zur Folge, was viele Gitarristen als Nachteil ansehen. Aus diesem Grund werden heute wieder vermehrt Saiten mit rundem Kern angeboten. Viele Hersteller haben ähnliche oder ansonsten identische Saiten im Programm, bei denen der Kunde zwischen Roundcore und Hexacore wählen kann.
Bei der Rock- und Bluesgitarre werden meist dünne Saiten („light strings“) bevorzugt, da diese weniger stark gespannt werden müssen. So können Pitchbendings mit weniger Kraft ausgeführt werden. Jazzgitarren mit hohlem Korpus und gewölbter Decke werden dagegen mit dickeren Saiten bespannt, da nur deren höhere Spannung die Decke in Schwingung versetzt. Als Gegenbeispiel kann hier der Blues-Gitarrist Stevie Ray Vaughan genannt werden, welcher dicke Saiten bevorzugte.
Die gebräuchlichsten Saitensätze sind Roundwounds, deren Basssaiten mit rundem Draht umwickelt sind. Dieser besteht meist aus vernickeltem Stahldraht. Manche Gitarristen bevorzugen „pure nickel wound strings“, bei denen die Wicklung aus einer Legierung besteht, deren Hauptbestandteil Nickel ist. Solche Saiten waren bis Anfang der siebziger Jahre Standard und haben durch den etwas geringeren magnetischen Output eine weichere Ansprache. „stainless steel strings“, die mit reinem Stahldraht umwickelt sind, sind relativ neu auf dem Markt (anders als beim E-Bass, wo sie schon länger populär sind) und klingen hart und aggressiv.
Bei der Jazzgitarre sind Flatwounds, mit Flachdraht umwickelte Saiten oder geschliffene Runddrahtsaiten, üblich. Die glatte Oberfläche verhindert Nebengeräusche („Quietschen“) beim Lagenwechsel, der Klang dieser Saiten ist voll, rund und etwas dumpf. Bei anderen Instrumenten, abgesehen vom E-Bass, werden Flatwounds heutzutage seltener verwendet, da sie bei gleicher Stärke steifer sind und weniger Brillanzen haben als Roundwounds. Vorteile sind die Haltbarkeit und die Unanfälligkeit für Verschmutzungen.
Sogenannte Groundwounds oder „angeschliffene“ Saiten (oft auch mit angewalztem Draht umwickelt), sollen einen Kompromiss zwischen beiden Arten schließen.
Die Saiten haben neben der Bauweise der Gitarre einen wesentlichen Einfluss auf den Klang des Instruments. Unterschiedliche Materialien und Verarbeitung bewirken eine andere Charakteristik der Saiten (z. B. Sustain, Frequenzspektrum).

## Bekannte Saitenhersteller
D’Addario, Aquila, Augustine, Ernie Ball, CollectorGuitar, Martin Blust, La Bella, Elixir, Fender, Gallistrings, Gibson, GHS, Hannabach, Josima, Bernd Kürschner, Lenzner Saitenmanufaktur (Fisoma), Dean Markley, Martin, Optima, Pyramid (Karl Junger), Rotosound, Savarez, Thomastik-Infeld, Yamaha Corporation